# Kenta Yanagida
Kenta Yanagida (japanisch 柳田 健太 Yanagida Kenta; * 27. Mai 1995 in der Präfektur Kumamoto) ist ein japanischer Fußballspieler.

## Karriere
Yanagida erlernte das Fußballspielen in der Jugendmannschaft von Roasso Kumamoto und der Universitätsmannschaft der Biwako Seikei Sport College. Seinen ersten Vertrag unterschrieb er 2018 beim Nara Club. Für den Verein absolvierte er sechs Ligaspiele. 2019 wechselte er zum Drittligisten Kamatamare Sanuki.